# العادلية (حمص)
العادلية مزرعة (قرية صغيرة) في ناحية عين النسر التابعة لمنطقة حمص في محافظة حمص في سورية.